# 紫堇科

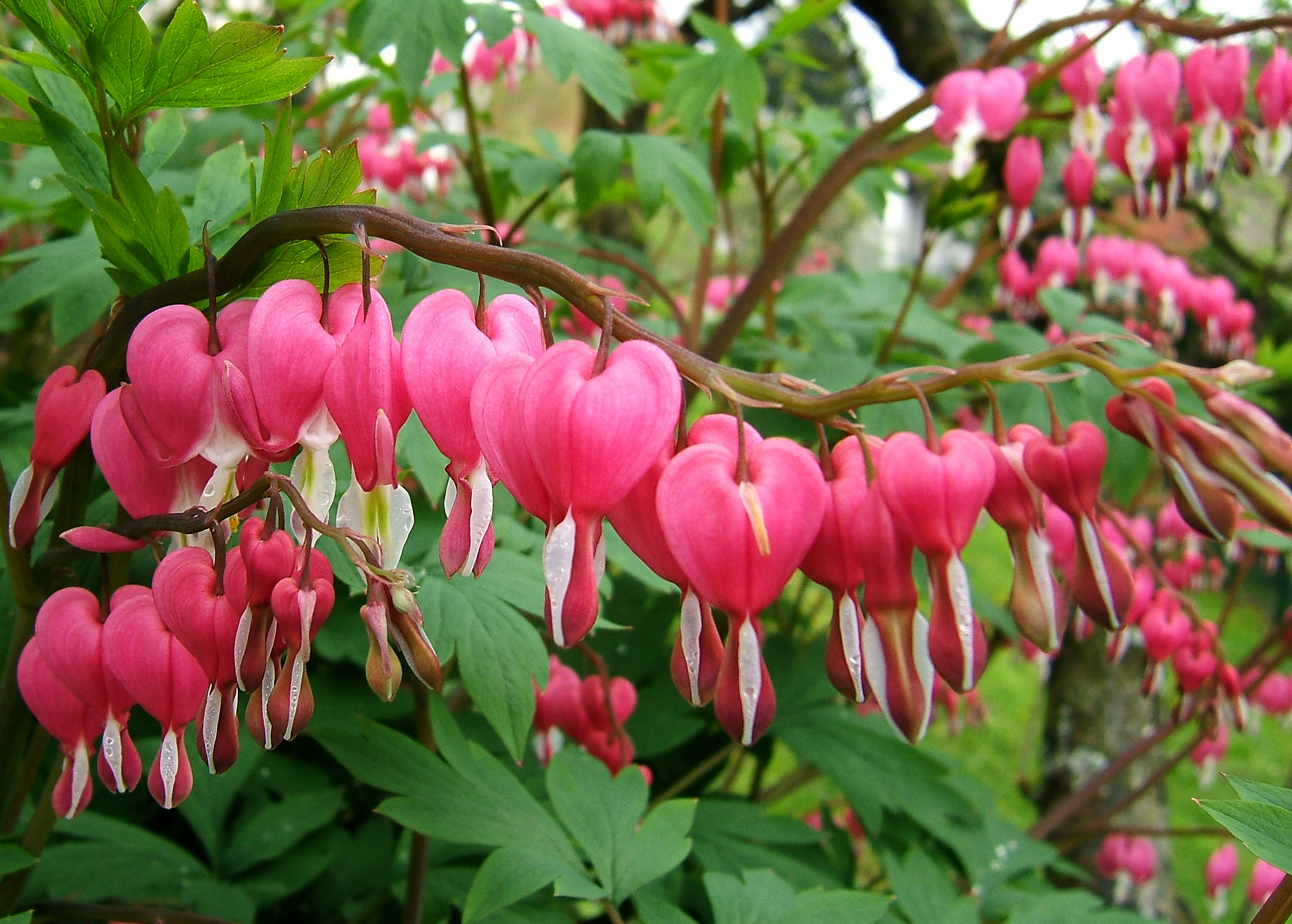
荷包牡丹 Dicentra spectabilis

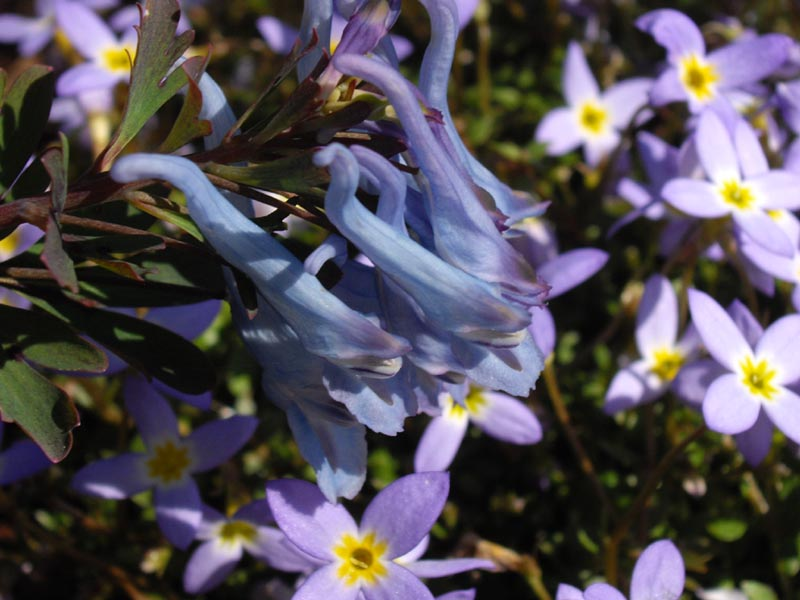
穆坪紫堇 Corydalis flexuosa

紫堇科（学名：Fumariaceae）也叫荷包牡丹科，共有16属约450种，主要分布于北温带，少数种类分布非洲，中国有7属约218种，分布在全国各地。
本科植物皆为草本，有水状汁液，有的种类为攀援植物；叶基生、互生或很少近对生，常分裂；花两性，左右对称，通常排成总状花序；萼片2，花瓣4，2列，其中外列的1或2枚有距，内列的较小，顶部有时粘合；有许多种类可以作为观赏植物进行栽培。
1981年的克朗奎斯特分类法将其和罂粟科一起单独划分一个罂粟目，1998年根据基因亲缘关系分类的APG 分类法将这个目合并到毛茛目中，认为本科可以选择性地和罂粟科合并。

## 属
- 荷包藤属 Adlumia Raf. ex DC.
- 粉堇属 Capnoides Mill.
- 藤堇属 Ceratocapnos Durieu
- 紫堇属 Corydalis DC.
- 垫状烟堇属 Cryptocapnos Rech. f.
- 南非堇属 Cysticapnos Mill.
- 紫金龙属 Dactylicapnos Wall.
- 荷包牡丹属 Dicentra Bernh.
- 翅果烟堇属 Discocapnos Cham. et Schltdl.
- 烟堇属 Fumaria Linn.
- 黄花烟堇属 Fumariola Korsh.(?)
- 角茴香属 Hypecoum Linn.(?)
- 头花烟堇属 Platycapnos (DC.) Bernh.
- 假烟堇属 Pseudofumaria Medik.
- 岩堇属 Rupicapnos Pomel
- 肉烟堇属 Sarcocapnos DC.
- 三棱烟堇属 Trigonocapnos Schltr.